# Hollowed Be Thy Name
Hollowed Be Thy Name é o 3ª álbum de estudo da banda alemã Mob Rules lançado em 2002, tendo como participação especial da cantora lírica Amanda Somerville.

## Faixas
1. Hollowed Be Thy Name
2. Speed Of Life
3. (In The Land of) Wind And Rain
4. House On Fire
5. Ghost Town
6. How The Gypsy Was Born
7. All Above The Atmosphere
8. Lord Of Madness
9. A.D.C.O.E.
10. Way Of The World

## Créditos

### Membros da banda
- Klaus Dirks - Vocal
- Oliver Fuhlhage - guitarra
- Matthias Mineur - Guitarra
- Thorsten Plorin - Baixo
- Sascha Onnen - Teclado e piano
- Arved Mannott - Bateria